# AT AREA
AT AREA，是一間韓國經紀娛樂公司。2021年3月3日，GroovyRoom成立新廠牌“AREA”（韓語：에어리어），與H1GHR MUSIC合作。AREA負責音樂製作和A＆R，H1GHR MUSIC負責歌手簽約和管理。其後改名為“AT AREA”（韓語：앳에어리어）, 正式成為獨立廠牌。廠牌名稱來自GroovyRoom的Signature sound「Groovy Everywhere」，常被誤會為「Groovy Area」。 。

## 旗下歌手
- GroovyRoom[3][4][5][6][7]
- GEMINI
- Mirani
- Dawn
- Blase
- 金泫雅
- GONEISBACK（고은이）
- BOYCOLD[8]
- Yuju

## 外部連結
- 官方网站
- AT AREA的Instagram帳戶
- AT AREA的X（前Twitter）
- YouTube上的AT AREA頻道